# Jökulsá á Fjöllum

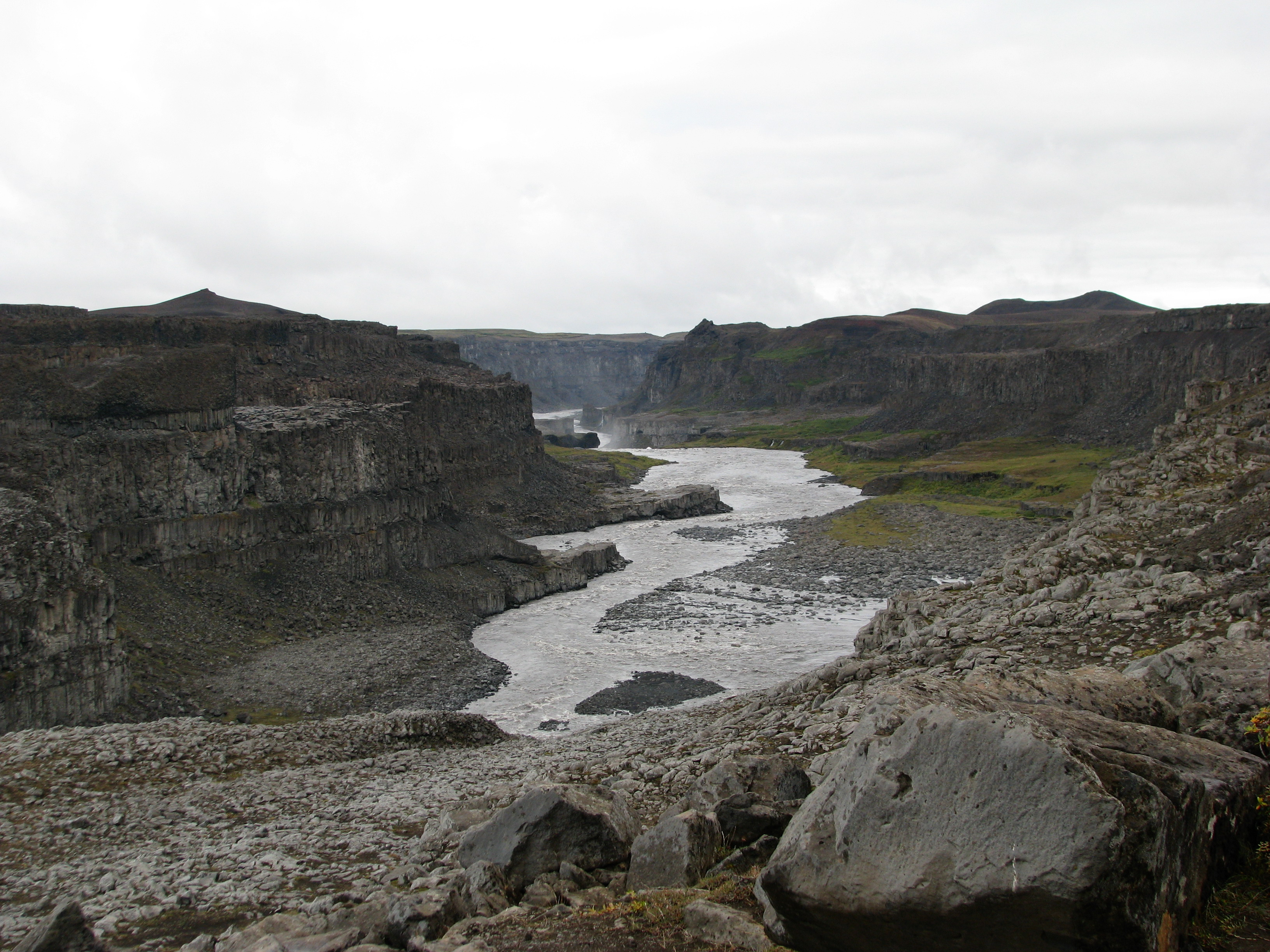
De Jökulsá á Fjöllum vanaf de Dettifoss.

De Jökulsá á Fjöllum (gletsjerrivier uit de bergen) is met zijn 206 kilometer de tweede langste rivier van IJsland. De Jökulsá á Fjöllum heeft zijn bron op de gletsjer Vatnajökull als smeltwaterrivier en stroomt vervolgens door de vlakte van Holuhraun. De rivier stort zich vervolgens op zijn weg naar zee in de diepte via de Selfoss, Dettifoss, de Hafragilsfoss en de Réttarfoss watervallen en stroomt door een diepe kloof in het Jökulsárgljúfur Nationale Park. De Jökulsá á Fjöllum mondt uiteindelijk uit in de Öxarfjörður fjord.

## Actueel
Door erupties vanaf augustus 2014 werd de bovenloop van de rivier gehinderd en deels verlegd door lavastromen van een eruptie nabij de Bárðarbungavulkaan.